# معهد دراسات الجماعات العنيفة
'معهد دراسة الجماعات العنيفة (ISVG) هو معهد أبحاث يركز على دراسة حالات العصيان، والإرهاب، والجريمة المنظمة العابرة للحدود الوطنية، ويقع في جامعة نيو هيفن في ويست هيفن.
تتمثل المَهمّة الرئيسية للمنظمة في التجميع والترميز وتحليل البيانات. تدّعي المنظمة أنها بنت أكبر وأشمل قاعدة بيانات استخباراتية مفتوحة المصدر حول التطرّف العنيف والتهديدات العابرة للحدود الوطنية، والتي يمكن الوصول إليها عبر بيئة الوصول إلى البيانات والتصور DAVE (D.A.V.E. يوفر المعهد هذه البيانات والتحليلات مفتوحة المصدر إلى الهيئات الفيدرالية والولائية والمحلية ووكالات تطبيق القانون لدعم جهود مكافحة الإرهاب.

## التاريخ
تأسس معهد دراسة الجماعات العنيفة عام 2002 في جامعة سام هيوستن الحكومية في تكساس حيث أسسه الدكتور ريتشارد وارد، عميد كلية العدالة الجنائية، مستفيداً من منحة قدّمها مكتب المساعدة القضائية في وزارة العدل الأمريكية. أنشئ المعهد في الأصل باختبار جدوى استخدام قاعدة بيانات علائقية لتحديد اتجاهات وعلاقات وتكتيكات الجماعات الإرهابية باستخدام معلومات مفتوحة المصدر فقط.
عام 2008، نقل وارد المعهد إلى جامعة نيو هيفن وبدأ بتوزيع جهود جمع البيانات. عام 2011، أطلق المعهد قاعدة معارفه حول التطرف العنيف (VKB). في العام نفسه، أعلنت شركة i2 Group, Inc. عن إطلاق برنامج الأمن الداخلي مفتوح المصدر (HSOSS).
كان فريق العمل الأصلي يتألف من سبعة جامعي بيانات. أما حاليًا، فيضم أكثر من 90 موظفًا يشاركون في جمع وتحليل المعلومات مفتوحة المصدر.